# Papafava

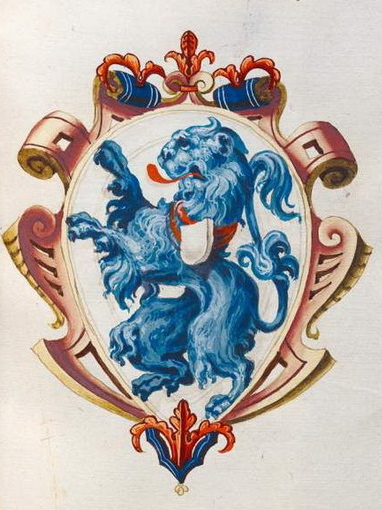
Stammwappen derer von Papafava

Die Papafava sind ein italienisches Adelsgeschlecht.

## Geschichte

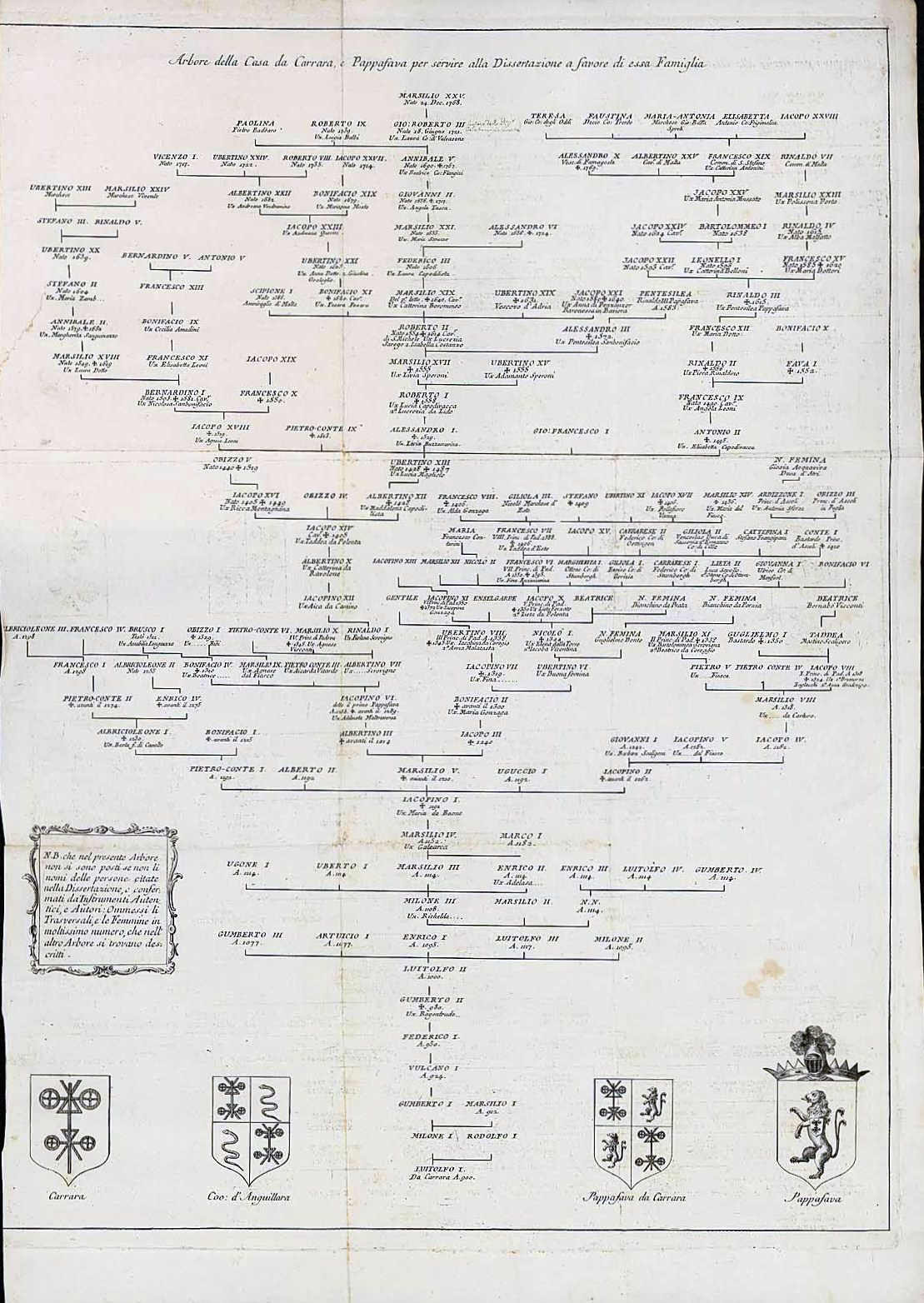
Stammbaum der Papafava dei Carraresi (18. Jahrhundert)

Vermutlich entstammten die Papafava von der padovanischen Adelsfamilie da Carrara ab, die die Herrschaft über Padua im vierzehnten Jahrhundert ausübten.
Die ursprüngliche Stamm deren von Papafava dei Carraresi ließ sich in Venedig nieder. Sie unterstützten die Republik finanziell im Krieg um Kreta gegen das Osmanische Reich. 1652 wurden sie in den venezianischen Adelstand erhoben. Ritter Bonifacio Papafava wurde Mitglied des Großen Rates. Der Adelsstand der Papafava dei Carraresi wurden per Allerhöchstem Beschluss von der österreichischen Regierung am 22. November 1817 bestätigt.
Der Nebenzweig Papafava Antonini war in Padua wohnhaft. Vertreter dieses Zweiges waren Ratsmitglieder von Padua und bekleideten wichtige städtische Ämter. Sie waren nicht venezianische Patrizier, sondern erhielten den Grafentitel im Zusammenhang mit der Gerichtsbarkeit der Gemeinden Silvella und Coseano, mit der sie vom Dogen Pietro Grimani am 23. September 1745 investiert wurden.
Nach dem Sturz der Republik Venedig wurde der Adelstand jedoch mit Allerhöchsten Beschluss vom 4. September 1818 vom österreichischen Kaiser bestätigt. Das Diplom des österreichischen Grafenstandes wurde am 19. Oktober 1823 erteilet.
Als eines von 64 gräflichen Geschlechtern hatte die Familie einen erblichen Sitz im Herrenhaus, dem Oberhaus des Reichsrates.
Ein bedeutendes Mitglied der Familie war der Schriftsteller Novello Papafava (1899–1973), welcher Präsident der Radiotelevisione Italiana von 1961 bis 1964 war.

## Besitztümer

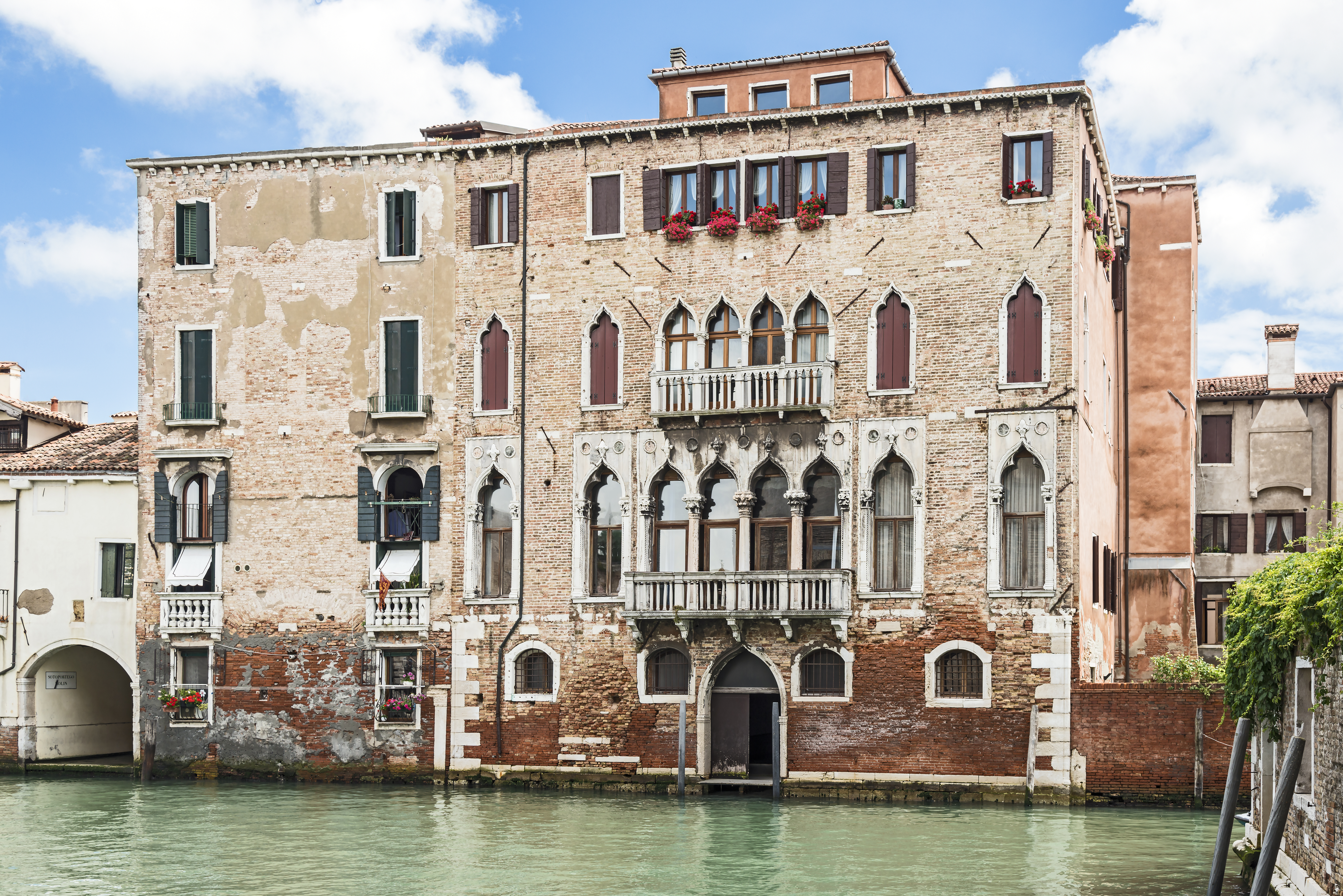
Palazzo Papafava in Misericordia, Cannaregio

Die Familie besitzt beziehungsweise besaß eine Reihe von Gütern und Palazzi in Venedig und der Region.
- Palazzo Pesaro Papafava, in Cannaregio, Venedig
- Palazzo Papafava Schiesari Bergonzini, in Conselve
- Palazzo Tasca Papafava, in Castello, Venedig
- Villa Papafava, in Rovolon
- Villa Papafava, in Terme Euganee